# نيكولا كامبيون
نيكولا كامبيون (بالفرنسية: Nicolas Campion)‏ هو لاعب كرة قدم فرنسي، ولد في 15 يناير 1983 في باريس في فرنسا. لعب مع نادي تروا.

## وصلات خارجية
- نيكولا كامبيون على موقع قاعدة بيانات كرة القدم.إي يو (الإنجليزية)